# Janet. World Tour

Janet Jackson monta su segunda gira mundial con el álbum Janet. El "Janet. World Tour" se inició en Cincinnati, Ohio, el 24 de noviembre de 1993. La exposición fue un vendido y fue destacada en una hora especial cubierto por MTV. Ella realizó numerosos éxitos de sus dos últimos álbumes, y por supuesto, de la Smash Janet., Que fue el álbum con el apoyo de la gira. Ella gira por los EE. UU. y Canadá hasta agosto de 1994. Luego se tomó un respiro para hacer un vídeo después de la gira por Japón y grabar con su hermano Michael. El período australiano de la gira mundial comenzó el 6 de febrero de 1995. Era la primera vez que Janet visitaba la tierra de abajo. Se convirtió en giras de conciertos más importantes del continente. El recorrido continúa hasta el sudeste de Asia, donde figura en Singapur, Manila y Bangkok durante la primera semana de marzo. El tramo europeo de la gira terminó el 12 de acumulación de gira de un mes el 22 de abril de 1995 en el Wembley Arena, Inglaterra.

## Lista de canciones
1. If
2. What have you done for me lately
3. Nasty
4. Let's Wait Awhile
5. Come Back to Me
6. Throb
7. Whimsical Meley:
1. When I think of you
2. Escapade
3. Miss you much
8. Love will never do (Without You)
9. Alright
10. What'll I Do 1
11. Any time, any place
12. Where Are You Now 2
13. Again
14. And On and On 3
15. Black Cat 6
16. Rhythm Nation
17. This Time 1
18. That's the way love goes
19. New Agenda 2
20. Because of love 1
21. You want this 4
22. Whoops Now 5

## Recepción titular
17 dic., 1993 
Madison Square Garden - Nueva York, Nueva York 	 14.621 / 14.621 	100% 	$548.902
18 dic., 1993 
Madison Square Garden - Nueva York, Nueva York 	 14.621 / 14.621 	100% 	$548.902
31 dic., 1993 
Madison Square Garden - Nueva York, Nueva York   15.472 / 15.472 	100% 	$838.500
9 de enero, 1994 	
Charlotte Coliseum - Charlotte, NC 	23.302 / 23.302 	100% 	$414.972
12 de enero, 1994 	
Coliseum, Birmigham - Birmingham, Alabama 	7.650 / 10.846 	89% 	$212.288
31 de enero, 1994 	
Spectrum - Filadelfia, Pensilvania 	15.513 / 15.513 	100% 	$467.204

## Fechas de la gira

### 1993
- USA November 24-Cincinnati, OH-Riverfront Coliseum, lleno
- Canadá November 26-Toronto, ONT-SkyDome, lleno
- USA November 28-Washington D. C. - Landover, MD-USAir Arena, lleno
- USA November 29-Washington D. C. - Landover, MD-USAir Arena, lleno
- USA December 1-Chicago, IL-Rosemont Horizon
- USA December 2 - Minneapolis, MN - Target Center
- USA December 4-Detroit, MI-Joe Louis Arena
- USA December 17-New York City, NY-Madison Square Garden, lleno [1]
- USA December 18-New York City, NY-Madison Square Garden, lleno [1]
- USA December 22-New York City, NY-Madison Square Garden
- USA December 23-New York City, NY-Madison Square Garden
- USA December 28-Providence, RI-Providence Civic Center (Started an hour and a half late due to a technical problem)
- USA December 30-Hartford, CT-Civic Center
- USA December 31-Nueva York City, NY-Madison Square Garden, lleno [1]

### 1994
EE.UU.
- 3 de ene.-Cleveland, OH - Richfield Coliseum, lleno
- 5 de ene.-Atlanta, GA-Georgia Dome, lleno
- 6 de ene.-Atlanta, GA-Georgia Dome
- 9 de ene.-Charlotte, NC-Charlotte Coliseum, lleno
- 12 de ene.-Birmingham, AL-BJCC Coliseum
- 14 de ene.-Richmond, VA-Richmond Coliseum, lleno
- January 16-Knoxville, TN-Thompson-Boling Arena, lleno
- January 18-Orlando, FL-Orlando Arena, lleno
- January 22-St. Petersburg, FL-Thunderdome, lleno
- January 24-Albany, NY-Pepsi Center
- January 30-Worcester, MA-Centrum, lleno
- January 31-Filadelfia, PA-Spectrum
- February 3-Indianápolis, IN-Market Square Arena
- February 4-Dayton, OH-Nutter Center
- February 6-Peoria, IL-Peoria Civic Center, lleno
- February 7-Milwaukee, WI-Bradley Center
- February 12-Seattle, WA-Tacoma Dome, lleno
- February 16-San José, CA-San Jose Arena, lleno
- February 17-Sacramento, CA-ARCO Arena, lleno
- February 18-San Francisco - Oakland, CA-Oakland Coliseum, lleno
- February 24-San Diego, CA-San Diego Sports Arena, lleno

Periodo en Japón
- 25 de marzo, 1994 Nagasaki - Huis Ten Bosch
- 27 de marzo, 1994 Osaka - Osaka-jo Hall, lleno
- 29 de marzo, 1994 Tokio - Tokyo Dome
- 30 de marzo, 1994 Tokio - Tokyo Dome, lleno

Periodo de fechas
- USA April 7-Los Ángeles, CA-Great Western ForumSold Out
- USA April 8-Los Ángeles, CA-Great Western ForumSold Out
- USA April 9-Los Ángeles, CA-Great Western ForumSold Out
- USA April 14-San José, CA-San Jose ArenaSold Out
- USA April 16-Las Vegas, NV-MGM GrandSold Out
- USA April 20-Phoenix, AZ-America West ArenaSold Out
- USA April 22-Albuquerque, NM-Tingley Coliseum
- USA April 23 Las Cruces, NM-Pan American CenterSold Out
- USA April 24-Denver, CO-McNichols Arena
- USA April 26-Salt Lake City, UT-Delta CenterSold Out
- USA April 27-Salt Lake City, UT-Delta Center

Norteamérica, verano periodo
- USA June 10-Columbia, MD-Merriweather Post PavilionSold Out
- USA June 11-Columbia, MD-Merriwether Post PavilionSold Out
- Canada June 13-Vaughan, ON-Kingswood Music TheatreSold Out
- USA June 21-Saratoga Springs, NY-Saratoga Performing Arts CenterSold Out
- USA June 23-Pittsburgh, PA- Star Lake Amphitheatre Agotado
- USA June 26-Wantagh, NY-Jones Beach AmphitheaterSold Out
- USA June 27-Wantagh, NY-Jones Beach AmphitheaterSold Out
- USA June 30-Holmdel, NJ - Garden State Arts CenterSold Out
- USA July 3-Hershey Park, PA-Hershey Park StadiumSold Out
- USA July 5-Milwaukee, WI-Marcus AmphitheatreSold Out
- USA 8 de julio-Bonner Springs, KS-Sandstone Amphitheater
- USA July 9-St. Louis, MO-Riverport Amphitheater
- USA July 12-Hoffman Estates, IL-Poplar Creek Music TheatreSold Out
- USA July 13-Hoffman Estates, IL-Poplar Creek Music Theatre
- USA July 19-Cleveland, OH-Richfield ColiseumSold Out
- USA July 21-Cincinnati, OH-Riverbend Music Center
- USA July 24-Columbus, OH-Polaris Amphitheater
- USA July 26-Nueva York City, NY-Radio City Music HallSold Out
- USA July 27-Nueva York City, NY-Radio City Music Hall
- USA July 29-Raleigh, NC-Walnut Creek Amphitheater
- USA July 31-West Palm Beach, FL-Coral Sky Amphitheatre
- USA August 1-New Orleans,LA-Louisiana SuperdomeSold Out
- USA August 2-Houston, TX-Cynthia Woods Mitchell PavilionSold Out
- USA August 3-Dallas, TX-Starplex AmphitheaterSold Out
- USA August 5-Englewood, CO-Fiddler's Green AmphitheaterSold Out
- USA August 9-Irvine, CA-Irvine Meadows AmphitheaterSold Out
- USA August 10-Devore, CA-Glen Helen Blockbuster PavilionSold Out
- USA August 12-Mountain View, CA-Shoreline AmphitheaterSold Out
- USA August 14-George, WA-Gorge AmphitheaterSold Out

### 1995
Australia/Asia periodo
- Australia February 6-Brisbane, AUS- Entertainment CentreSold Out
- Australia February 7-Brisbane, AUS- Entertainment CentreSold Out
- Australia February 10-Sídney, AUS- Entertainment CentreSold Out
- Australia February 11-Sídney, AUS- Entertainment Centre,  lleno
- Australia February 12-Sídney, AUS- Entertainment Centre,  lleno
- Australia February 15-Sídney, AUS- Entertainment Centre,  lleno
- Australia February 17-Melbourne, AUS- Melbourne Park,  lleno
- Australia February 18-Melbourne, AUS - Melbourne Park
- Australia February 20-Melbourne, AUS- Melbourne Park,  lleno
- Australia February 21-Adelaide, AUS- Entertainment Centre
- Australia February 23-Perth, AUS-Perth Entertainment Centre
- Singapur February 27-Singapur, SIN-Indoor Stadium,  lleno
- Singapur February 28-Singapur, SIN-Indoor Stadium
- Tailandia March 5-Bangkok, THA-Indoor stadium Hua Mark
- Tailandia March 6-Bangkok, THA-Indoor stadium Hua Mark,  lleno

Europa Periodo
- Dinamarca March 9 - Copenhague, Forum, lleno
- Suecia March 11 - Estocolmo, Globe Arena, lleno
- Alemania March 14 - Berlín, Velodrome, lleno
- Alemania March 16 - Hamburgo, Alsterdorfer Sporthalle
- Holanda March 21 - Rótterdam, NED-Ahoy, lleno
- Holanda March 22 - Rótterdam, NED-Ahoy
- Francia March 25 - Tolosa, Le Zénith
- España March 26 - Barcelona, Palacio Sant Jordi lleno
- Francia March 29 - Marsella, Dôme de Marseille
- Suiza March 31 - Zúrich, Hallenstadion lleno
- Alemania April 1 - Múnich, Olympiahalle lleno
- Reino Unido April 4 - Sheffield, Sheffield Arena lleno
- Reino Unido April 7 - Birmingham, NEC Arena lleno
- Reino Unido April 8 - Londres, Wembley Arena lleno
- Francia April 10 - París, Palais Omnisports de París-Bercy lleno
- Alemania April 11 - Stuttgart, Schleyerhalle lleno
- Alemania April 13 - Frankfurt, Festhalle lleno
- Bélgica April 16 - Gante, Expo
- Reino Unido April 19 -Londres, England-Wembley Arena lleno
- Reino Unido April 20 -Londres, England-Wembley Arena lleno
- Reino Unido April 22 -Londres, England-Wembley Arena

## La banda
- Director musical: Rex Salas
- Producción: Steve Lemon
- Teclados: Eric Daniels, Rex Salas, y Brian Simpson
- Persecucuón: Terry Santiel
- Guitarra: David Barry
- Vioín: Sam Sims
- Vocales de fondo: Stacy Campbell, Romeo Johnson, y Lisa Taylor

- Datos: Q2163116
- Multimedia: Janet World Tour / Q2163116